# علی‌محمد نمازی
علی‌محمد نمازی (زادهٔ ۱۳۳۳ در لنجان) نمایندهٔ حوزهٔ انتخابیهٔ لنجان در دورهٔ ششم مجلس شورای اسلامی بوده‌است. وی در جریان رد لوایح دوقلو از سوی شورای نگهبان در اردیبهشت سال ۱۳۸۲، از جمله نمایندگانی بود که در نامه‌ای به مقام رهبری خواستار اعمال نظر ایشان در موضوع لوایح شد. در دی ماه همان سال، او همچنین جزو نمایندگان متحصن مجلس ششم در اعتراض به رد صلاحیت‌های شورای نگهبان در انتخابات مجلس هفتم بود.